# 70850 Schur
70850 Schur este un asteroid din centura principală de asteroizi.

## Descriere
70850 Schur este un asteroid din centura principală de asteroizi. A fost descoperit pe 4 noiembrie 1999 în cadrul proiectului CSS. Asteroidul prezintă o orbită caracterizată de o semiaxă mare de 2,74 ua, o excentricitate de 0,05 și o înclinație de 4,1° în raport cu ecliptica.